# Ти пам'ятаєш
Ти пам'ятаєш (рос. Ты помнишь) — радянський художній фільм 1979 року, знятий на Свердловській кіностудії.

## Сюжет
Фільм-спогад про єдину любов, яку Любов Крилова пережила від початку війни і до загибелі коханого під Прагою, незадовго до Перемоги. Перед самою війною, після закінчення танкового училища додому повертається молодий лейтенант Віктор. Його сусідка школярка Люба давно в нього закохана і з нетерпінням чекає зустрічі з ним. Але її чекає сильне розчарування, тому що він приїжджає не один, а з молодою дружиною. Починається війна і Віктор йде на фронт. Проходить час і у нього народжується син, якого Люба по-сусідськи няньчить, а також зауважує, що дружина Віктора зовсім його і не любить, а все зітхає за якимось Женею. А коли цей Женя після поранення з'являється у них в гостях, забирає дитину і з ним їде. У 1943 році Люба медсестрою йде на фронт, де випадково зустрічається з Віктором і передає йому останній лист від дружини, але так і не змогла все пояснити…

## У ролях
- Олена Говорухіна — Любаша Кримова
- Олександр Фатюшин — Віктор Румянцев/Олександр Євгенович Бєлов
- Олена Козлітіна — Зіна Румянцева
- Сергій Проханов — Федя Братухін
- Ольга Богданова — Любов Кримова
- Андрій Юдін — Юра — Юркін
- Олександр Мовчан — Іван Вязников
- Анатолій Єгоров — лейтенант Корін
- Микола Корноухов — Іван Евдокимич
- Борис Никифоров — Йожиков
- Леонід Ворон — Женя Бєлов, офіцер
- Володимир Кадочников — епізод
- Микола Міхеєв — водій, літній солдат
- Володимир Лисенков — боєць
- Юлія Никифорова — епізод
- Валентин Черятников — кухар
- Валентин Воронін — епізод
- Борис Соколов — епізод
- Людмила Купіна — епізод
- Сергій Шорохов — Шурик
- Максим Ярошенко — Максим, син Олександра Євгеновича
- Андрій Комаров — молодший син

## Знімальна група
- Режисер — Олег Ніколаєвський
- Сценарист — Ярослав Філіппов
- Оператор — Ігор Лукшин
- Композитор — Євген Стіхін
- Художник — Борис Добровольський